# Penso (Melgaço)
Penso é uma povoação portuguesa sede da Freguesia de Penso do Município de Melgaço, freguesia com 9,02 km² de área e 445 habitantes (censo de 2021), tendo, por isso, uma densidade populacional de 49,3 hab./km².
Crê-se que o seu topónimo provenha das medidas usadas para avaliar o peso das mercadorias que entravam ou saíam do concelho, sendo historicamente comprovado que no seu lugar, ao longo dos séculos, eram realizados os pagamentos das antigas portagens.

## Demografia
A população registada nos censos foi:
| Distribuição da População por Grupos Etários | Distribuição da População por Grupos Etários | Distribuição da População por Grupos Etários | Distribuição da População por Grupos Etários | Distribuição da População por Grupos Etários |
| -------------------------------------------- | -------------------------------------------- | -------------------------------------------- | -------------------------------------------- | -------------------------------------------- |
| Ano                                          | 0-14 Anos                                    | 15-24 Anos                                   | 25-64 Anos                                   | > 65 Anos                                    |
| 2001                                         | 50                                           | 68                                           | 267                                          | 178                                          |
| 2011                                         | 47                                           | 32                                           | 243                                          | 201                                          |
| 2021                                         | 32                                           | 31                                           | 187                                          | 195                                          |

## Geografia
Localizada nas portas de entrada do município, Penso dista oito quilómetros do centro, denominado pela freguesia da Vila. Confronta com o rio Minho e Espanha, na sua outra margem, a norte, Alvaredo e Paderne, a nascente, Couto e Badim, pertencentes ao Município de Monção, a sul, e Sá e Valadares, ambas também de Monção, a poente.
Além da sede, a Freguesia de Penso é composta pelos seguintes lugares principais: São Bartolomeu, Lajes, Crasto, Pomar, Mós, Telhada Pequena e Telhada Grande, Bairro Pequeno e Bairro Grande, Paranhão, Paradela, Felgueiras e Ranhol.

## História
Pertenceu ao antigo concelho de Valadares, até à sua extinção, em 24 de Outubro de 1855. Desde então passou a fazer parte da comarca de Melgaço.

## Património e Pontos de Interesse
- Igreja Paroquial
- Cruzeiro do Crasto
- Capela e monte de São Tomé
- Capela de Santa Comba
- Capela de São Bartolomeu e Nossa Senhora da Cabeça
- Alminhas de Bairro Grande
- Alminhas da Rabosa
- Fonte Santa
- Pesqueiras no Rio Minho